# Princessehof
Princessehof is een in 1693 gebouwd herenhuis, eigenlijk een klein stadspaleis, aan de Grote Kerkstraat 11 in de stad Leeuwarden. In het gebouw is sinds 1917 het Keramiekmuseum Princessehof gevestigd. Dit museum gebruikt ook het belendende pand, de Papingastins.

## Geschiedenis
Het gebouw bestaat uit een omstreeks in 1622 gebouwd gedeelte, en de restanten van een stins (Papingastins) die mogelijk uit de 15e eeuw dateert. In 1644 kwam het in bezit van het geslacht Van Aylva. In 1731 werd het als residentie aangekocht door Maria Louise van Hessen-Kassel, in de volksmond: Marijke Meu, de weduwe van Johan Willem Friso van Nassau-Dietz, prins van Oranje en stadhouder van Friesland, voorouder van het huidige Nederlands koningshuis. Zij bouwde een omvangrijke verzameling keramiek op, die nu deel uitmaakt van de collectie van het Keramiekmuseum.
Later werd het in drie woonhuizen opgesplitst; in het middelste daarvan is in 1898 de befaamde graficus M.C. Escher geboren. De notaris Nanne Ottema was ook een groot verzamelaar van porselein en aardewerk, en ook zijn collectie is nu in het museum te zien.

## Collectie van het museum
- Aziatische, vooral Chinese keramiek en porselein 2800 v.Chr.- 1900 n.Chr.
- tegels en vaatwerk (islamitische landen) uit het Midden-Oosten
- Europese keramiek (o.a. Wedgwood, Meissen) 15e- 19e eeuwStijlkamer in het Keramiekmuseum met gedekte tafel.

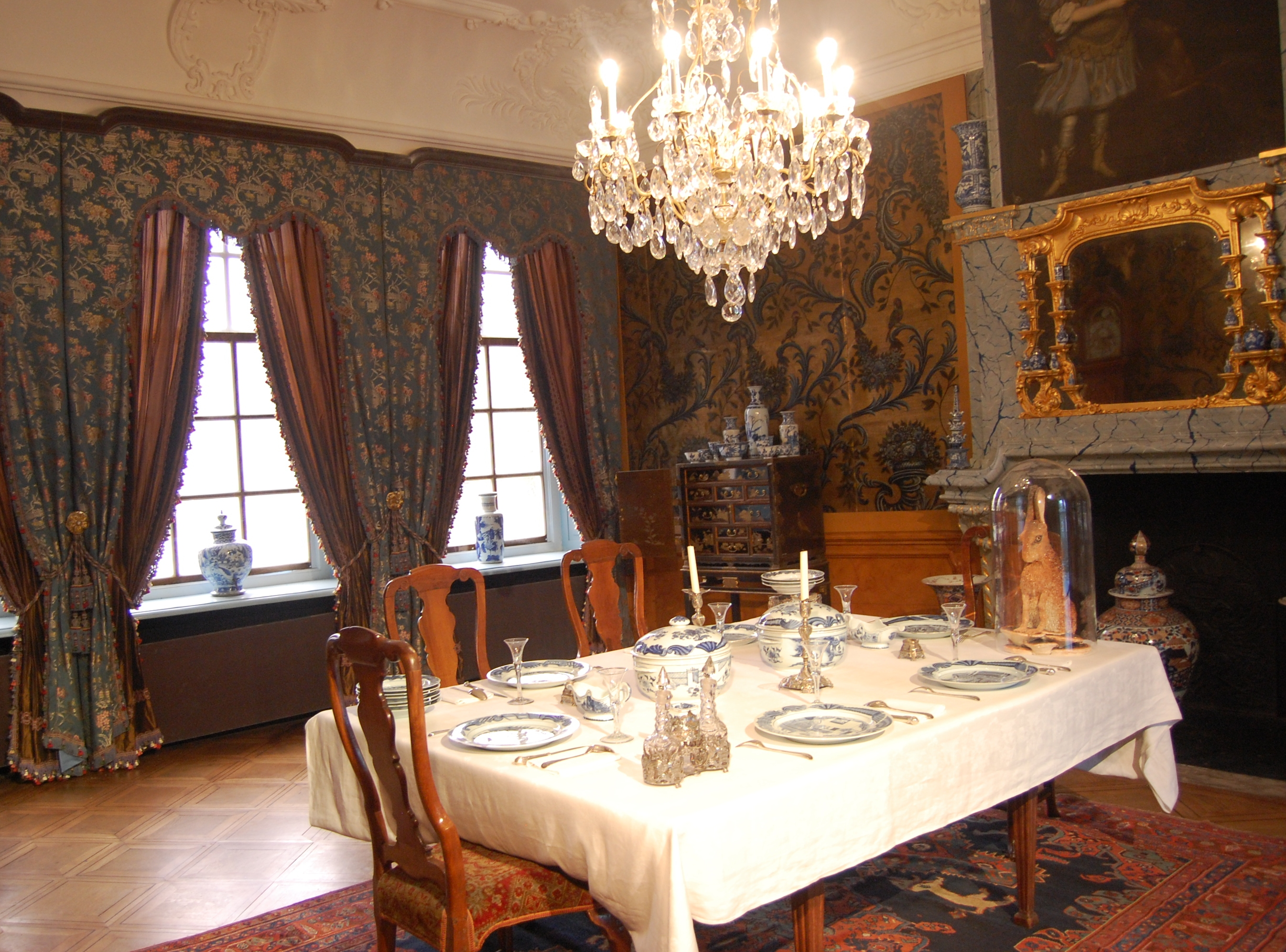
Stijlkamer in het Keramiekmuseum met gedekte tafel.

- jugendstil- en art-deco-objecten van aardewerk en porselein, plm. 1885-1940
- moderne keramische objecten ( plm. 1950- heden)
- het nog geheel ingerichte atelier van de Nederlands keramist Jan van der Vaart
- Stijlkamer (Nassaukamer): de in barokstijl ingerichte eetkamer van prinses Maria Louise van Hessen-Kassel, naar wie het gebouw is genoemd, met fraai porselein

Daarnaast is er ruimte voor tijdelijke exposities.